# Scacchi in Italia

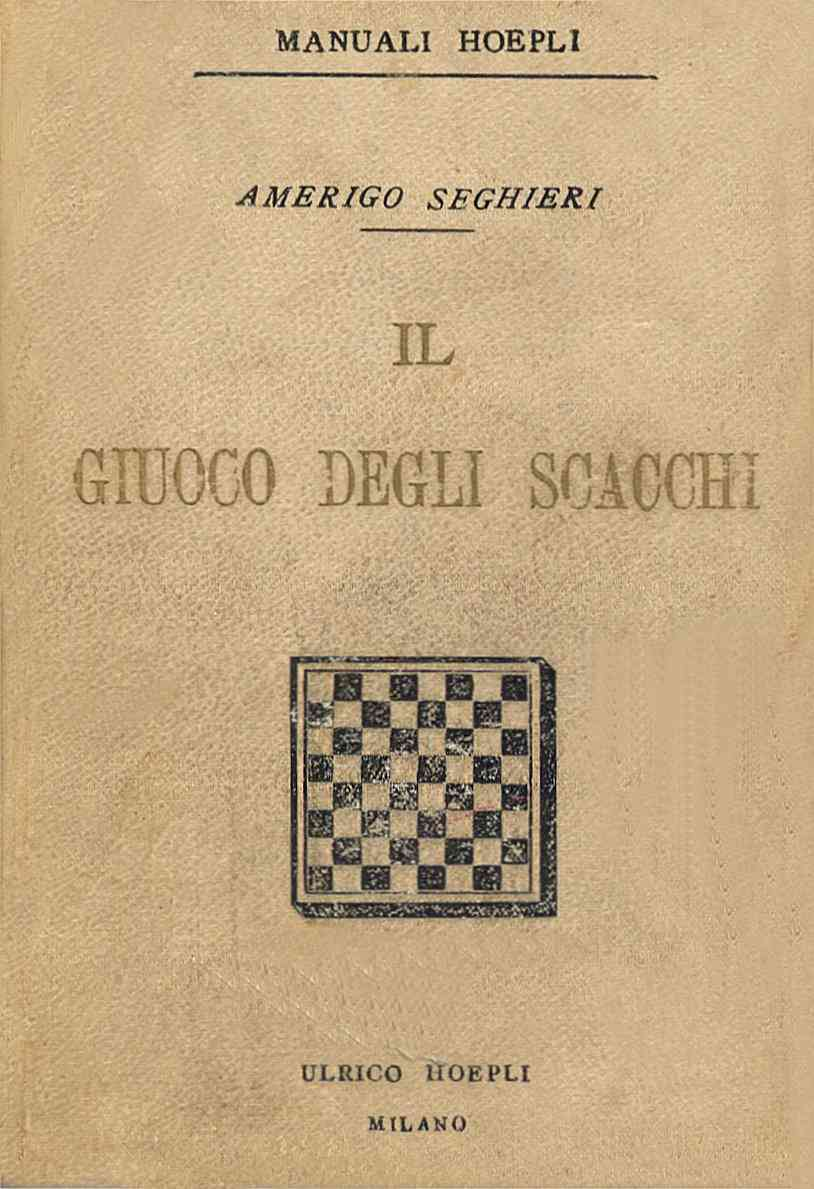
La copertina di un manuale di scacchi scritto da Amerigo Seghieri e pubblicato nel 1892

Con scacchi in Italia ci si riferisce al contributo italiano nella storia degli scacchi dalla sua assimilazione, nel X secolo, ad oggi.

## Storia

### Medioevo
Gli scacchi furono introdotti in Italia dagli arabi intorno al X secolo.
Tra le più antiche testimonianze si annoverano i pezzi di Venafro (980 d.C.), il codice 38 di Ivrea Braulionis Episcopi et Ysidori epistule "contenente scritti di Isidoro di Siviglia, copiato probabilmente durante l’episcopato di Warmondo, tra il 960 ed il 1001" dovrebbe essere il più antico documento europeo nel quale si parla degli scacchi (shatranj), ed è custodito nella Biblioteca capitolare di Ivrea, in provincia di Torino, il manoscritto di Einsiedeln (997), redatto probabilmente nell'alta Italia e la lettera di san Pier Damiani del 1061. E ancora la scacchiera posta sull'architrave della pieve San Paolo di Vico Pancellorum vicino a Bagni di Lucca, la scacchiera sulla parete di Sant'Agata nel Mugello, le scacchiere musive delle cattedrali di Piacenza, Pesaro e Otranto e i giocatori di scacchi arabi ritratti nella Cappella Palatina a Palermo, tutte opere databili al XII secolo. Le cronache narrano che a Pisa, tra il 18 e il 24 gennaio 1168, ci si recava sull'Arno ghiacciato per giocare a scacchi. Con il XIII secolo le testimonianze di una presenza scacchistica in Italia si moltiplicano, segno di una veloce diffusione in tutta la penisola.
A partire dal 1061, data in cui il cardinale Pietro Damiani scrive a papa Alessandro II per riferirgli di aver punito un vescovo fiorentino per avere trascorso la notte a giocare a scacchi, sorgono problemi con la Chiesa per via dell'alea (talvolta venivano giocati con l'ausilio dei dadi), delle scommesse in denaro e perché visti come "vanità". Gli statuti municipali furono in genere più tolleranti e i divieti riguardavano soltanto le scommesse in denaro per ovvi motivi di ordine pubblico. In molti casi gli scacchi erano l'unico gioco ammesso. Nonostante i divieti gli scacchi ebbero una notevole fortuna, specie nei castelli e nelle corti, tanto da essere annoverati tra le conoscenze indispensabili dei cavalieri.
Nel gennaio 1266 il conte Diego Novello, mentre le truppe fiorentine assediavano Castelnuovo vicino a Cavriglia, invece di dar manforte ai suoi preferì rimanere al Bargello ad assistere all'esibizione di scacchi di un saraceno di nome Buzzecca, forse il sivigliano Abu Bakr Ibn Zubair, che giocò tre partite in simultanea, due delle quali senza vedere la scacchiera. Lo stesso Dante li cita nel canto XXVIII del Paradiso in cui paragona il numero degli angeli al doppiar degli scacchi mentre Sacchetti e Boccaccio ne fanno il filo conduttore di alcune novelle.
Fu un frate domenicano, all'inizio del XIV secolo, a trarre dagli scacchi una serie di ammaestramenti morali in un'opera che ebbe larga diffusione per tutto il Medioevo, il Liber de moribus hominum et officiis nobilium super ludo scachorum.
Il gioco ereditato dagli arabi era lento e poco adatto alle scommesse; per questa ragione nelle taverne si diffusero i partiti, specie di problemi su cui scommettere. Le raccolte di partiti più famose sono il Bonus Socius e il Civis Bononiae.

### Età moderna
Con la modifica delle regole, avvenuta probabilmente a Valencia intorno al 1475, cominciò il periodo d'oro per gli scacchi in Italia. La Chiesa, grazie a Leone X li permise definitivamente. Il Papa, infatti, stando a quanto raccontano le cronache, trascorreva la giornata a giocare a scacchi e ad ascoltare musica. Fu grazie alla sua predilezione che il Vida fu invogliato a scrivere il grazioso poemetto De ludo scacchorum.
In quegli anni gli italiani contendevano agli spagnoli il primato nel gioco. In Spagna furono pubblicate le prime due opere a stampa, ma in seguito alle persecuzioni antiebraiche di Manuele I re del Portogallo e della regina spagnola Isabella di Castiglia, alcuni giocatori iberici emigrarono in Italia dove diffusero le nuove regole, portarono la loro conoscenza e fecero pendere la bilancia verso un primato italiano. Tra gli altri questo fu il caso di Pedro Damiano portoghese che nel 1512 stampò, a Roma, un libro in lingua italiana: Libro da imparare giocare a scachi et de li partiti.
I forti giocatori furono conosciuti e contesi nelle varie corti. Si ricordano Zanobi Magnolino di Firenze, Giovanni Leonardo Di Bona da Cutro detto il Puttino che nell'estate del 1575 sconfisse a Madrid il sacerdote spagnolo Ruy López de Segura al cospetto del re di Spagna Filippo II, Paolo Boi detto il Siracusano, Giulio Cesare Polerio di Lanciano, detto l'Abruzzese. Nel Seicento l'Italia poteva vantare Gioachino Greco detto il Calabrese, Alessandro Salvio di Napoli e Pietro Carrera di Militello in Sicilia. Il periodo aureo si chiuse nel Settecento con i tre grandi modenesi: Ercole Del Rio, Giambattista Lolli e Domenico Lorenzo Ponziani, autori di importanti trattati. Poi il primato passò dall'Italia alla Francia (Philidor).
Fino a tutto il Settecento gli scacchisti italiani si riunivano in case private, spesso di nobili, per discutere e giocare a scacchi (accademie). Fu nel XIX secolo che videro la luce veri e propri circoli, associazioni dotate di statuti e fondi ricavati dall'iscrizione dei soci, come quello costituitosi a Roma, presso il caffè Pastini, nel 1805.

### Età contemporanea
Nel 1859 Augusto Ferrante e Serafino Dubois, il più forte giocatore italiano dell'Ottocento, diedero vita alla prima rivista specializzata di scacchi in Italia: La Rivista degli Scacchi, un quindicinale pubblicato a Roma che visse un solo anno. Nel 1875, organizzato dall'Accademia Romana degli Scacchi, si svolse a Roma il primo torneo nazionale e fu fondata a Livorno la Nuova Rivista degli Scacchi, un mensile che accompagnò gli scacchisti per tutto il secolo e che svolse un ruolo importante di rilancio e coagulo dello scacchismo italiano. All'epoca le regole italiane differivano da quelle internazionali per l'impossibilità di prendere en passant (passar battaglia), per il divieto della trasformazione di un pedone a pezzo se ancora presente sulla scacchiera (pedone sospeso) e per l'arrocco libero. L'Italia, dopo un lungo e acceso dibattito tra i sostenitori dei due sistemi, adeguò le proprie regole a quelle degli altri paesi con il torneo di Milano del 1881 (terzo torneo nazionale).
Il primo tentativo di fondare un'associazione nazionale fu operato nel 1892 a Torino ma ebbe vita brevissima. Più successo ebbe l'Unione Scacchistica Italiana che, sotto la direzione di Augusto Guglielmetti di Roma, operò dal 1898 al 1912.
Nel 1913 venne fondata una prima volta la Federazione Scacchistica Italiana, tentativo subito abortito a causa dello scoppio della guerra che paralizzò le attività in tutto il paese. L'attuale Federazione si costituì a Varese il 20 settembre 1920. Tra le prime iniziate fu indetto il campionato italiano, la cui prima edizione (1921) fu vinta dal napoletano Davide Marotti.
Nel 1924 la Federazione Italiana fu tra le fondatrici della Federazione Internazionale degli Scacchi (FIDE). 
Nel 1951 sì costituì un'associazione sotto l'egida della FSI, che regolava il gioco italiano per corrispondenza: l'Associazione scacchistica italiana giocatori per corrispondenza (ASIGC). Il 31 agosto del 1969 l'Assemblea dei soci, riunitasi a Roma, decise l'autonomia dell'ASIGC dalla FSI ed elesse il primo consiglio direttivo, presieduto da Armando Silli.

## Grandi maestri
Gli italiani o naturalizzati tali che hanno ottenuto la massima categoria a livello internazionale, cioè il titolo di Grande Maestro sono, ad agosto 2021, 21 (di cui 18 attivi per l'Italia): Mario Monticelli (honoris causa, deceduto), Enrico Paoli (honoris causa, deceduto), Sergio Mariotti, Carlos García Palermo (naturalizzato di origine argentina), Michele Godena, Lexy Ortega (naturalizzato di origine cubana), Alberto David, Fabiano Caruana (oltre alla cittadinanza italiana ha anche quella statunitense, ha giocato per l'Italia per un periodo poi è passato agli Stati Uniti), Daniele Vocaturo, Sabino Brunello, Roberto Mogranzini, Axel Rombaldoni, Danyyil Dvirnyy (naturalizzato di origine russa), Francesco Rambaldi, Andrea Stella, Luca Moroni, Luca Shytaj (naturalizzato di origine albanese), Pier Luigi Basso, Alessio Valsecchi, Francesco Sonis, Lorenzo Lodici.

## Campionato nazionale
Il giocatore che ha ottenuto più titoli italiani assoluti è Stefano Tatai a quota 12. 
A marzo 2025 il campione italiano in carica è Francesco Sonis.

## Scacchi per corrispondenza
In Italia gli scacchi per corrispondenza sono organizzati dall'ASIGC, affiliata all'ICCF. Sedici giocatori italiani si fregiano del titolo di Grande Maestro Internazionale per corrispondenza e tre giocatrici sono Grande Maestro femminile per corrispondenza. Essi sono: Mario Napolitano (1910 - 1995), Alberto Zanetti, Angelo Peluso, Maurizio Tirabassi, Fabio Finocchiaro, Claudio Casabona, Vittorio Piccardo, Massimo De Blasio, Ettore D'Adamo, Gabriel Cardelli, Bela Toth, Elio Vassia, Sante Giuliani, Eros Riccio, Claudio Cesetti, Giuseppe Pezzica, Alessandra Riegler, Luz Marina Tinjaca', Laura Piazza.  
I più importanti risultati ottenuti dalla Nazionale italiana sono stati la medaglia d'argento nel 7º e 8º Campionato Europeo e quella di bronzo nel 9º Campionato Europeo e nella XVII Olimpiade. Fabio Finocchiaro è stato Campione del mondo per corrispondenza nel periodo 2009-2012.
Nel 2005 Alessandra Riegler ha vinto il Campionato Mondiale Femminile e, nello stesso anno, la Nazionale italiana ha conquistato la medaglia di bronzo alle Olimpiadi femminili.